# Famille d'Andlau
Pour les articles homonymes, voir Andlau (homonymie).
La famille d'Andlau, en allemand von Andlau (Andlaw), est une famille subsistante de la noblesse du Saint-Empire puis française originaire de la ville d'Andlau en Alsace.
Elle compte parmi ses membres des officiers généraux, des hommes politiques, des diplomates.

## Histoire

### Origines
La famille d'Andlau est originaire de Basse-Alsace. Le nom est probablement à mettre en lien de la détention, de manière héréditaire, l'avouerie de l'abbaye d'Andlau, en Alsace.
Nicolas Mengus, auteur d'une thèse en histoire sur la famille (1998), a permis d'apporter un nouvel éclairage sur les premiers degrés de cette famille, entre la fin du XIIe et le début du XIVe siècle.
Selon ce dernier ou l'auteur de la notice du Dictionnaire historique de la Suisse (2002), la famille apparaît à partir de la fin de la première moitié du XIIe siècle. Régis Valette fait remonter la filiation noble de cette famille à l'année 1274.
Les travaux de Menguys permettent de mettre en lumière que les de/von Andlau présents dans les chartes du XIIe siècle n'appartiennent pas tous au lignage sujet de cet article, von Andlau pouvant simplement désigner une personne originaire d'Andlau.
Les premiers personnages pouvant être rattachés au lignage sont Anihel, Bernher et Gerhard von Andlau, ministériaux de l'abbaye au cours de la deuxième moitié du XIIe siècle. C'est à cette période que le cognomen semble se stabiliser.
Le premier membre connu apparait dans une charte de Mathilda, à propos d'un droit de pacage à Onolvesheim, en 1145, où est mentionnée le vitztum (vidame) et chevalier Otton von Andlau (vicedominus Otto de Andelahe).
La notice consacrée à la famille dans le Nouveau Dictionnaire de biographie alsacienne reprend une tradition selon laquelle le premier usage du cognomen Andlau correspondait à la mention d'Hélène d'Andlau, épouse de Jean de Wolfskohl, lors du tournoi de Brunswick, en 996, au cours duquel elle partage les armes entre les chevaliers (Herzog, Cronicon Alsatiae, 1552). Toutefois les tavaux de Mengus (1998, 2000) réfute cette assertion indiquant que les tournois se trouvant dans l'ouvrage Thurnier Buch (première édition 150) de Georg Rüxner sont une invention, soulignant que n'étaient mentionnées, « pour des raisons commerciales évidentes, que les familles noble encore existante ».
Le premier sceau connu de la famille appartient à Eberhard [II] d'Andlau, probable fils de Rudolph, apposé à une autre charte en 1249, comportant les armes de la famille.

### Implantation et contrôle d'Andlau
Les premiers Andlau portant le titre de chevalier sont attestés à partir de 1214.
Eberhard d'Andlau, ministériel de l'abbaye d'Andlau, est à l'origine de la construction du château d'Andlau (Haut-Andlau, Hohandlau),. La construction est placée dans la seconde partie du XIIIe siècle, car durant la construction du château, entre 1249 et 1264, Eberhard d'Andlau fait détruire le château de Wibelsberg, possession des sires de Bergheim,. La première mention de ce château date de l'année 1274, année au cours de laquelle le roi Rudolf/Rodolphe Ier de Habsbourg « légalise par le biais d'inféodisation la construction ». Le château a été érigé sur une terre relevant de l'Empire.
En ce début du XIIIe siècle, l'avouerie de l'abbaye est placée entre les mains des nobles von der Dicke. Mengus (1998) fait observer que la famille n'a pu ériger un château permettant le contrôle du Val d'Adlau, là où elle a des intérêts, mais sur la marge, dans la région de Barr, probablement empêchée par les abbesses et les von der Dicke.
La famille est autorisée, à la même période, par l'évêque de Strasbourg, à ériger un château dans le cimetière fortifié de Valff. La construction est due probablement également à ce même Eberhard d'Andlau.
C'est à partir de ces différentes implantations que la famille d'Andlau commence à prendre le contrôle de la région.

### Période médiévale
La famille semble passer dans la basse noblesse entre la fin du XIIIe siècle et 1315. Elle est en effet qualifiée à cette date de noble (Edel), dans une charte impériale.
Quatre membres sont tués à la bataille de Sempach en 1386.
Chaix d'Est-Ange (1903) indique que la famille alsacienne des barons de Berckeim pourrait être une branche de cette famille, détachée au XIIIe siècle. Cette tradition prend sa source dans une charte de la famille d'Andlau de 1485 dans laquelle il est indiqué que ces familles ont un ancêtre commun, sans autre précision, ainsi que dans des blasons très proches. Toutefois, Mengus (1998) écarte tout autant cette hypothèse de filiation, que la proximité des armes qui s'explique par une « origine commune « banale » ou ministérielle que par une même origine de sang ».
Certains exercent durant la période médiévale des charges ecclésiastiques et municipales en Alsace, à Strasbourg et à Bâle.
La famille appartient à l'ordre équestre, à la suite de l'obtention par la Bulle d'or de 1356, confirmé en 1550, du titre de « premier des quatre chevaliers héréditaires du Saint-Empire romain germanique »,.

### Période moderne
Au cours de la Réforme protestante, une partie de la famille passe au protestantisme.
Les prénoms de lignée, des premiers degrés — Rudolf, Heinrich, ou Eberhard — sont peu à peu abandonnés au profit de nouveaux — Blasius, Alexander, Arbogast —.
Vers 1678, une branche s'installe dans l'évêché de Bâle. Plusieurs membres de la famille sont chanoines de Bâle et de Moutier-Grandval, quatre deviennent après 1714 baillis de Delémont et du Birseck.

### Période contemporaine
La famille d'Andlau a relevé le nom Cléron d'Haussonville en 1955[réf. nécessaire].
La branche française de la famille Andlau appartient aux familles subsistantes de la noblesse française. Elle adhère à l'Association d'entraide de la noblesse française (ANF), le 26 mai 1935.

## Titres de noblesse
La noblesse de la famille peut être considérée à partir de 1315, où ils sont dits nobles (Edel) dans une charte impériale. Expression qui se retrouve dans une autre charte en 1399. À partir de 1399, ils portent le titre d'écuyer.
Depuis 1356, l'aîné de la famille porte le titre de « premier des quatre chevaliers héréditaires du Saint-Empire romain germanique ». Le titre est confirmé par Charles Quint, en 1550. Ses membres appartiennent à la chevalerie d'Autriche antérieure (immatriculation en 1458) et à la chevalerie d'Empire de Basse-Alsace (immatriculation en 1547).
En 1676 et 1680, les branches autrichiennes ont obtenu le titre de barons de l'Empire.
L'empereur Léopold Ier confère à la famille le titre de baron en 1676. Le roi de France Louis XV reconnaît ce titre en France en 1773.
La branche de Hombourg obtient le titre de comte, en 1817, par l'Autriche. La même année, le grand-duché de Bade reconnaît également ce titre.
Les branches d'Andlau-Hombourg et d'Andlau-Klein-Landau subsistent en France. La branche suisse des d'Andlau-Birseck s'est éteinte en 1917.

## Armes
Les armes de la famille se blasonnent ainsi : D’or à la croix de gueules.
Elles sont accompagnées d'une Couronne de marquis.
La devise de la famille est : Simplicitas el fidelitas.

## Filiation
Nicolas Mengus (1998) propose une filiation des premiers d'Andlau. Sa présentation de thèse comporte notamment un « arbre « sigillo-généalogique » des sires d'Andlau » (consultable) et sa publication (2000) plusieurs pages de notices biographiques.
|                                                    |                                                    |                                                    |                                                    |                                                    |                                                    |                                 |                                 | Eberhard II Von Andlau 1220-?            | Eberhard II Von Andlau 1220-?            | Eberhard II Von Andlau 1220-?            | Eberhard II Von Andlau 1220-?            | Eberhard II Von Andlau 1220-?            | Eberhard II Von Andlau 1220-?            |          |          | Adélaïde (Adelheid) Von Fleckenstein 1225-?                      | Adélaïde (Adelheid) Von Fleckenstein 1225-?                      | Adélaïde (Adelheid) Von Fleckenstein 1225-?                      | Adélaïde (Adelheid) Von Fleckenstein 1225-?                      | Adélaïde (Adelheid) Von Fleckenstein 1225-?                      | Adélaïde (Adelheid) Von Fleckenstein 1225-?                      |                                                           |                                                           |                                                           |                                                           |                                                     |                                                     |                                                     |                                                     |                                    |                                    |                                    |                                    |                                  |                                  |                                               |                                               |                                               |                                               |                                               |                                               |                            |                            |                                |                                |                                |                                |                                        |                                        |                                        |                                        |                                        |                                        |  |  |
|                                                    |                                                    |                                                    |                                                    |                                                    |                                                    |                                 |                                 | Eberhard II Von Andlau 1220-?            | Eberhard II Von Andlau 1220-?            | Eberhard II Von Andlau 1220-?            | Eberhard II Von Andlau 1220-?            | Eberhard II Von Andlau 1220-?            | Eberhard II Von Andlau 1220-?            |          |          | Adélaïde (Adelheid) Von Fleckenstein 1225-?                      | Adélaïde (Adelheid) Von Fleckenstein 1225-?                      | Adélaïde (Adelheid) Von Fleckenstein 1225-?                      | Adélaïde (Adelheid) Von Fleckenstein 1225-?                      | Adélaïde (Adelheid) Von Fleckenstein 1225-?                      | Adélaïde (Adelheid) Von Fleckenstein 1225-?                      |                                                           |                                                           |                                                           |                                                           |                                                     |                                                     |                                                     |                                                     |                                    |                                    |                                    |                                    |                                  |                                  |                                               |                                               |                                               |                                               |                                               |                                               |                            |                            |                                |                                |                                |                                |                                        |                                        |                                        |                                        |                                        |                                        |  |  |
|                                                    |                                                    |                                                    |                                                    |                                                    |                                                    |                                 |                                 |                                          |                                          |                                          |                                          |                                          |                                          |          |          |                                                                  |                                                                  |                                                                  |                                                                  |                                                                  |                                                                  |                                                           |                                                           |                                                           |                                                           |                                                     |                                                     |                                                     |                                                     |                                    |                                    |                                    |                                    |                                  |                                  |                                               |                                               |                                               |                                               |                                               |                                               |                            |                            |                                |                                |                                |                                |                                        |                                        |                                        |                                        |                                        |                                        |  |  |
|                                                    |                                                    |                                                    |                                                    |                                                    |                                                    |                                 |                                 |                                          |                                          |                                          |                                          |                                          |                                          |          |          |                                                                  |                                                                  |                                                                  |                                                                  |                                                                  |                                                                  |                                                           |                                                           |                                                           |                                                           |                                                     |                                                     |                                                     |                                                     |                                    |                                    |                                    |                                    |                                  |                                  |                                               |                                               |                                               |                                               |                                               |                                               |                            |                            |                                |                                |                                |                                |                                        |                                        |                                        |                                        |                                        |                                        |  |  |
| Eberhard III Von Andlau 1255-?                     | Eberhard III Von Andlau 1255-?                     | Eberhard III Von Andlau 1255-?                     | Eberhard III Von Andlau 1255-?                     | Eberhard III Von Andlau 1255-?                     | Eberhard III Von Andlau 1255-?                     |                                 |                                 | Inconnue                                 | Inconnue                                 | Inconnue                                 | Inconnue                                 | Inconnue                                 | Inconnue                                 |          |          | Rudolf Von Andlau 1250-? mentionné comme étant chevalier en 1287 | Rudolf Von Andlau 1250-? mentionné comme étant chevalier en 1287 | Rudolf Von Andlau 1250-? mentionné comme étant chevalier en 1287 | Rudolf Von Andlau 1250-? mentionné comme étant chevalier en 1287 | Rudolf Von Andlau 1250-? mentionné comme étant chevalier en 1287 | Rudolf Von Andlau 1250-? mentionné comme étant chevalier en 1287 |                                                           |                                                           | Von Rathsamhausen                                         | Von Rathsamhausen                                         | Von Rathsamhausen                                   | Von Rathsamhausen                                   | Von Rathsamhausen                                   | Von Rathsamhausen                                   |                                    |                                    |                                    |                                    |                                  |                                  |                                               |                                               |                                               |                                               |                                               |                                               |                            |                            |                                |                                |                                |                                |                                        |                                        |                                        |                                        |                                        |                                        |  |  |
| Eberhard III Von Andlau 1255-?                     | Eberhard III Von Andlau 1255-?                     | Eberhard III Von Andlau 1255-?                     | Eberhard III Von Andlau 1255-?                     | Eberhard III Von Andlau 1255-?                     | Eberhard III Von Andlau 1255-?                     |                                 |                                 | Inconnue                                 | Inconnue                                 | Inconnue                                 | Inconnue                                 | Inconnue                                 | Inconnue                                 |          |          | Rudolf Von Andlau 1250-? mentionné comme étant chevalier en 1287 | Rudolf Von Andlau 1250-? mentionné comme étant chevalier en 1287 | Rudolf Von Andlau 1250-? mentionné comme étant chevalier en 1287 | Rudolf Von Andlau 1250-? mentionné comme étant chevalier en 1287 | Rudolf Von Andlau 1250-? mentionné comme étant chevalier en 1287 | Rudolf Von Andlau 1250-? mentionné comme étant chevalier en 1287 |                                                           |                                                           | Von Rathsamhausen                                         | Von Rathsamhausen                                         | Von Rathsamhausen                                   | Von Rathsamhausen                                   | Von Rathsamhausen                                   | Von Rathsamhausen                                   |                                    |                                    |                                    |                                    |                                  |                                  |                                               |                                               |                                               |                                               |                                               |                                               |                            |                            |                                |                                |                                |                                |                                        |                                        |                                        |                                        |                                        |                                        |  |  |
|                                                    |                                                    |                                                    |                                                    |                                                    |                                                    |                                 |                                 |                                          |                                          |                                          |                                          |                                          |                                          |          |          |                                                                  |                                                                  |                                                                  |                                                                  |                                                                  |                                                                  |                                                           |                                                           |                                                           |                                                           |                                                     |                                                     |                                                     |                                                     |                                    |                                    |                                    |                                    |                                  |                                  |                                               |                                               |                                               |                                               |                                               |                                               |                            |                            |                                |                                |                                |                                |                                        |                                        |                                        |                                        |                                        |                                        |  |  |
|                                                    |                                                    |                                                    |                                                    | Rudolf III Von Andlau 1290-1354                    | Rudolf III Von Andlau 1290-1354                    | Rudolf III Von Andlau 1290-1354 | Rudolf III Von Andlau 1290-1354 | Rudolf III Von Andlau 1290-1354          | Rudolf III Von Andlau 1290-1354          |                                          |                                          | Inconnue                                 | Inconnue                                 | Inconnue | Inconnue | Inconnue                                                         | Inconnue                                                         |                                                                  |                                                                  | Peter Von Andlau 1280-? mentionné comme chevalier en 1296        | Peter Von Andlau 1280-? mentionné comme chevalier en 1296        | Peter Von Andlau 1280-? mentionné comme chevalier en 1296 | Peter Von Andlau 1280-? mentionné comme chevalier en 1296 | Peter Von Andlau 1280-? mentionné comme chevalier en 1296 | Peter Von Andlau 1280-? mentionné comme chevalier en 1296 |                                                     |                                                     | Von Der Dicke                                       | Von Der Dicke                                       | Von Der Dicke                      | Von Der Dicke                      | Von Der Dicke                      | Von Der Dicke                      |                                  |                                  |                                               |                                               |                                               |                                               |                                               |                                               |                            |                            |                                |                                |                                |                                |                                        |                                        |                                        |                                        |                                        |                                        |  |  |
|                                                    |                                                    |                                                    |                                                    | Rudolf III Von Andlau 1290-1354                    | Rudolf III Von Andlau 1290-1354                    | Rudolf III Von Andlau 1290-1354 | Rudolf III Von Andlau 1290-1354 | Rudolf III Von Andlau 1290-1354          | Rudolf III Von Andlau 1290-1354          |                                          |                                          | Inconnue                                 | Inconnue                                 | Inconnue | Inconnue | Inconnue                                                         | Inconnue                                                         |                                                                  |                                                                  | Peter Von Andlau 1280-? mentionné comme chevalier en 1296        | Peter Von Andlau 1280-? mentionné comme chevalier en 1296        | Peter Von Andlau 1280-? mentionné comme chevalier en 1296 | Peter Von Andlau 1280-? mentionné comme chevalier en 1296 | Peter Von Andlau 1280-? mentionné comme chevalier en 1296 | Peter Von Andlau 1280-? mentionné comme chevalier en 1296 |                                                     |                                                     | Von Der Dicke                                       | Von Der Dicke                                       | Von Der Dicke                      | Von Der Dicke                      | Von Der Dicke                      | Von Der Dicke                      |                                  |                                  |                                               |                                               |                                               |                                               |                                               |                                               |                            |                            |                                |                                |                                |                                |                                        |                                        |                                        |                                        |                                        |                                        |  |  |
|                                                    |                                                    |                                                    |                                                    |                                                    |                                                    |                                 |                                 |                                          |                                          |                                          |                                          |                                          |                                          |          |          |                                                                  |                                                                  |                                                                  |                                                                  |                                                                  |                                                                  |                                                           |                                                           |                                                           |                                                           |                                                     |                                                     |                                                     |                                                     |                                    |                                    |                                    |                                    |                                  |                                  |                                               |                                               |                                               |                                               |                                               |                                               |                            |                            |                                |                                |                                |                                |                                        |                                        |                                        |                                        |                                        |                                        |  |  |
| Hartmann III Von Rathsamhausen Zum Stein 1314-1357 | Hartmann III Von Rathsamhausen Zum Stein 1314-1357 | Hartmann III Von Rathsamhausen Zum Stein 1314-1357 | Hartmann III Von Rathsamhausen Zum Stein 1314-1357 | Hartmann III Von Rathsamhausen Zum Stein 1314-1357 | Hartmann III Von Rathsamhausen Zum Stein 1314-1357 |                                 |                                 | Elisabeth (ou Else) Von Andlau 1319-1362 | Elisabeth (ou Else) Von Andlau 1319-1362 | Elisabeth (ou Else) Von Andlau 1319-1362 | Elisabeth (ou Else) Von Andlau 1319-1362 | Elisabeth (ou Else) Von Andlau 1319-1362 | Elisabeth (ou Else) Von Andlau 1319-1362 |          |          |                                                                  |                                                                  |                                                                  |                                                                  |                                                                  |                                                                  |                                                           |                                                           | Heinrich Von Andlau ?-1346 chevalier de 1334 à 1346       | Heinrich Von Andlau ?-1346 chevalier de 1334 à 1346       | Heinrich Von Andlau ?-1346 chevalier de 1334 à 1346 | Heinrich Von Andlau ?-1346 chevalier de 1334 à 1346 | Heinrich Von Andlau ?-1346 chevalier de 1334 à 1346 | Heinrich Von Andlau ?-1346 chevalier de 1334 à 1346 |                                    |                                    | Gertrud Von Truchtersheim 1310-?   | Gertrud Von Truchtersheim 1310-?   | Gertrud Von Truchtersheim 1310-? | Gertrud Von Truchtersheim 1310-? | Gertrud Von Truchtersheim 1310-?              | Gertrud Von Truchtersheim 1310-?              |                                               |                                               |                                               |                                               |                            |                            |                                |                                |                                |                                |                                        |                                        |                                        |                                        |                                        |                                        |  |  |
| Hartmann III Von Rathsamhausen Zum Stein 1314-1357 | Hartmann III Von Rathsamhausen Zum Stein 1314-1357 | Hartmann III Von Rathsamhausen Zum Stein 1314-1357 | Hartmann III Von Rathsamhausen Zum Stein 1314-1357 | Hartmann III Von Rathsamhausen Zum Stein 1314-1357 | Hartmann III Von Rathsamhausen Zum Stein 1314-1357 |                                 |                                 | Elisabeth (ou Else) Von Andlau 1319-1362 | Elisabeth (ou Else) Von Andlau 1319-1362 | Elisabeth (ou Else) Von Andlau 1319-1362 | Elisabeth (ou Else) Von Andlau 1319-1362 | Elisabeth (ou Else) Von Andlau 1319-1362 | Elisabeth (ou Else) Von Andlau 1319-1362 |          |          |                                                                  |                                                                  |                                                                  |                                                                  |                                                                  |                                                                  |                                                           |                                                           | Heinrich Von Andlau ?-1346 chevalier de 1334 à 1346       | Heinrich Von Andlau ?-1346 chevalier de 1334 à 1346       | Heinrich Von Andlau ?-1346 chevalier de 1334 à 1346 | Heinrich Von Andlau ?-1346 chevalier de 1334 à 1346 | Heinrich Von Andlau ?-1346 chevalier de 1334 à 1346 | Heinrich Von Andlau ?-1346 chevalier de 1334 à 1346 |                                    |                                    | Gertrud Von Truchtersheim 1310-?   | Gertrud Von Truchtersheim 1310-?   | Gertrud Von Truchtersheim 1310-? | Gertrud Von Truchtersheim 1310-? | Gertrud Von Truchtersheim 1310-?              | Gertrud Von Truchtersheim 1310-?              |                                               |                                               |                                               |                                               |                            |                            |                                |                                |                                |                                |                                        |                                        |                                        |                                        |                                        |                                        |  |  |
|                                                    |                                                    |                                                    |                                                    |                                                    |                                                    |                                 |                                 |                                          |                                          |                                          |                                          |                                          |                                          |          |          |                                                                  |                                                                  |                                                                  |                                                                  |                                                                  |                                                                  |                                                           |                                                           |                                                           |                                                           |                                                     |                                                     |                                                     |                                                     |                                    |                                    |                                    |                                    |                                  |                                  |                                               |                                               |                                               |                                               |                                               |                                               |                            |                            |                                |                                |                                |                                |                                        |                                        |                                        |                                        |                                        |                                        |  |  |
|                                                    |                                                    |                                                    |                                                    |                                                    |                                                    |                                 |                                 |                                          |                                          |                                          |                                          |                                          |                                          |          |          |                                                                  |                                                                  |                                                                  |                                                                  |                                                                  |                                                                  |                                                           |                                                           |                                                           |                                                           |                                                     |                                                     | Heinrich II Von Andlau 1328 - 1413                  | Heinrich II Von Andlau 1328 - 1413                  | Heinrich II Von Andlau 1328 - 1413 | Heinrich II Von Andlau 1328 - 1413 | Heinrich II Von Andlau 1328 - 1413 | Heinrich II Von Andlau 1328 - 1413 |                                  |                                  | Klara Von Ratoldsdorf                         | Klara Von Ratoldsdorf                         | Klara Von Ratoldsdorf                         | Klara Von Ratoldsdorf                         | Klara Von Ratoldsdorf                         | Klara Von Ratoldsdorf                         |                            |                            |                                |                                |                                |                                |                                        |                                        |                                        |                                        |                                        |                                        |  |  |
|                                                    |                                                    |                                                    |                                                    |                                                    |                                                    |                                 |                                 |                                          |                                          |                                          |                                          |                                          |                                          |          |          |                                                                  |                                                                  |                                                                  |                                                                  |                                                                  |                                                                  |                                                           |                                                           |                                                           |                                                           |                                                     |                                                     | Heinrich II Von Andlau 1328 - 1413                  | Heinrich II Von Andlau 1328 - 1413                  | Heinrich II Von Andlau 1328 - 1413 | Heinrich II Von Andlau 1328 - 1413 | Heinrich II Von Andlau 1328 - 1413 | Heinrich II Von Andlau 1328 - 1413 |                                  |                                  | Klara Von Ratoldsdorf                         | Klara Von Ratoldsdorf                         | Klara Von Ratoldsdorf                         | Klara Von Ratoldsdorf                         | Klara Von Ratoldsdorf                         | Klara Von Ratoldsdorf                         |                            |                            |                                |                                |                                |                                |                                        |                                        |                                        |                                        |                                        |                                        |  |  |
|                                                    |                                                    |                                                    |                                                    |                                                    |                                                    |                                 |                                 |                                          |                                          |                                          |                                          |                                          |                                          |          |          |                                                                  |                                                                  |                                                                  |                                                                  |                                                                  |                                                                  |                                                           |                                                           |                                                           |                                                           |                                                     |                                                     |                                                     |                                                     |                                    |                                    |                                    |                                    |                                  |                                  |                                               |                                               |                                               |                                               |                                               |                                               |                            |                            |                                |                                |                                |                                |                                        |                                        |                                        |                                        |                                        |                                        |  |  |
|                                                    |                                                    |                                                    |                                                    |                                                    |                                                    |                                 |                                 |                                          |                                          |                                          |                                          |                                          |                                          |          |          |                                                                  |                                                                  |                                                                  |                                                                  |                                                                  |                                                                  |                                                           |                                                           |                                                           |                                                           |                                                     |                                                     |                                                     |                                                     |                                    |                                    |                                    |                                    |                                  |                                  |                                               |                                               |                                               |                                               |                                               |                                               |                            |                            |                                |                                |                                |                                |                                        |                                        |                                        |                                        |                                        |                                        |  |  |
|                                                    |                                                    |                                                    |                                                    |                                                    |                                                    |                                 |                                 |                                          |                                          |                                          |                                          |                                          |                                          |          |          |                                                                  |                                                                  |                                                                  |                                                                  | Walter II Von Andlau 1375-?                                      | Walter II Von Andlau 1375-?                                      | Walter II Von Andlau 1375-?                               | Walter II Von Andlau 1375-?                               | Walter II Von Andlau 1375-?                               | Walter II Von Andlau 1375-?                               |                                                     |                                                     | Margarethe Von Hus 1383-1424                        | Margarethe Von Hus 1383-1424                        | Margarethe Von Hus 1383-1424       | Margarethe Von Hus 1383-1424       | Margarethe Von Hus 1383-1424       | Margarethe Von Hus 1383-1424       |                                  |                                  | Rudolf X Von Andlau ?-?                       | Rudolf X Von Andlau ?-?                       | Rudolf X Von Andlau ?-?                       | Rudolf X Von Andlau ?-?                       | Rudolf X Von Andlau ?-?                       | Rudolf X Von Andlau ?-?                       |                            |                            | Adélaïde Von Mullenheim ?-1429 | Adélaïde Von Mullenheim ?-1429 | Adélaïde Von Mullenheim ?-1429 | Adélaïde Von Mullenheim ?-1429 | Adélaïde Von Mullenheim ?-1429         | Adélaïde Von Mullenheim ?-1429         |                                        |                                        |                                        |                                        |  |  |
|                                                    |                                                    |                                                    |                                                    |                                                    |                                                    |                                 |                                 |                                          |                                          |                                          |                                          |                                          |                                          |          |          |                                                                  |                                                                  |                                                                  |                                                                  | Walter II Von Andlau 1375-?                                      | Walter II Von Andlau 1375-?                                      | Walter II Von Andlau 1375-?                               | Walter II Von Andlau 1375-?                               | Walter II Von Andlau 1375-?                               | Walter II Von Andlau 1375-?                               |                                                     |                                                     | Margarethe Von Hus 1383-1424                        | Margarethe Von Hus 1383-1424                        | Margarethe Von Hus 1383-1424       | Margarethe Von Hus 1383-1424       | Margarethe Von Hus 1383-1424       | Margarethe Von Hus 1383-1424       |                                  |                                  | Rudolf X Von Andlau ?-?                       | Rudolf X Von Andlau ?-?                       | Rudolf X Von Andlau ?-?                       | Rudolf X Von Andlau ?-?                       | Rudolf X Von Andlau ?-?                       | Rudolf X Von Andlau ?-?                       |                            |                            | Adélaïde Von Mullenheim ?-1429 | Adélaïde Von Mullenheim ?-1429 | Adélaïde Von Mullenheim ?-1429 | Adélaïde Von Mullenheim ?-1429 | Adélaïde Von Mullenheim ?-1429         | Adélaïde Von Mullenheim ?-1429         |                                        |                                        |                                        |                                        |  |  |
|                                                    |                                                    |                                                    |                                                    |                                                    |                                                    |                                 |                                 |                                          |                                          |                                          |                                          |                                          |                                          |          |          |                                                                  |                                                                  |                                                                  |                                                                  |                                                                  |                                                                  |                                                           |                                                           |                                                           |                                                           |                                                     |                                                     |                                                     |                                                     |                                    |                                    |                                    |                                    |                                  |                                  |                                               |                                               |                                               |                                               |                                               |                                               |                            |                            |                                |                                |                                |                                |                                        |                                        |                                        |                                        |                                        |                                        |  |  |
|                                                    |                                                    |                                                    |                                                    |                                                    |                                                    |                                 |                                 |                                          |                                          |                                          |                                          |                                          |                                          |          |          |                                                                  |                                                                  |                                                                  |                                                                  |                                                                  |                                                                  |                                                           |                                                           | Petermann VI Von Andlau 1400-1470                         | Petermann VI Von Andlau 1400-1470                         | Petermann VI Von Andlau 1400-1470                   | Petermann VI Von Andlau 1400-1470                   | Petermann VI Von Andlau 1400-1470                   | Petermann VI Von Andlau 1400-1470                   |                                    |                                    | Angeline Von Rotberg 1410-?        | Angeline Von Rotberg 1410-?        | Angeline Von Rotberg 1410-?      | Angeline Von Rotberg 1410-?      | Angeline Von Rotberg 1410-?                   | Angeline Von Rotberg 1410-?                   |                                               |                                               | Ludwig I Von Andlau ?-1478                    | Ludwig I Von Andlau ?-1478                    | Ludwig I Von Andlau ?-1478 | Ludwig I Von Andlau ?-1478 | Ludwig I Von Andlau ?-1478     | Ludwig I Von Andlau ?-1478     |                                |                                | Sophia Bock von Blasheim und Gerstheim | Sophia Bock von Blasheim und Gerstheim | Sophia Bock von Blasheim und Gerstheim | Sophia Bock von Blasheim und Gerstheim | Sophia Bock von Blasheim und Gerstheim | Sophia Bock von Blasheim und Gerstheim |  |  |
|                                                    |                                                    |                                                    |                                                    |                                                    |                                                    |                                 |                                 |                                          |                                          |                                          |                                          |                                          |                                          |          |          |                                                                  |                                                                  |                                                                  |                                                                  |                                                                  |                                                                  |                                                           |                                                           | Petermann VI Von Andlau 1400-1470                         | Petermann VI Von Andlau 1400-1470                         | Petermann VI Von Andlau 1400-1470                   | Petermann VI Von Andlau 1400-1470                   | Petermann VI Von Andlau 1400-1470                   | Petermann VI Von Andlau 1400-1470                   |                                    |                                    | Angeline Von Rotberg 1410-?        | Angeline Von Rotberg 1410-?        | Angeline Von Rotberg 1410-?      | Angeline Von Rotberg 1410-?      | Angeline Von Rotberg 1410-?                   | Angeline Von Rotberg 1410-?                   |                                               |                                               | Ludwig I Von Andlau ?-1478                    | Ludwig I Von Andlau ?-1478                    | Ludwig I Von Andlau ?-1478 | Ludwig I Von Andlau ?-1478 | Ludwig I Von Andlau ?-1478     | Ludwig I Von Andlau ?-1478     |                                |                                | Sophia Bock von Blasheim und Gerstheim | Sophia Bock von Blasheim und Gerstheim | Sophia Bock von Blasheim und Gerstheim | Sophia Bock von Blasheim und Gerstheim | Sophia Bock von Blasheim und Gerstheim | Sophia Bock von Blasheim und Gerstheim |  |  |
|                                                    |                                                    |                                                    |                                                    |                                                    |                                                    |                                 |                                 |                                          |                                          |                                          |                                          |                                          |                                          |          |          |                                                                  |                                                                  |                                                                  |                                                                  |                                                                  |                                                                  |                                                           |                                                           |                                                           |                                                           |                                                     |                                                     |                                                     |                                                     |                                    |                                    |                                    |                                    |                                  |                                  |                                               |                                               |                                               |                                               |                                               |                                               |                            |                            |                                |                                |                                |                                |                                        |                                        |                                        |                                        |                                        |                                        |  |  |
|                                                    |                                                    |                                                    |                                                    |                                                    |                                                    |                                 |                                 |                                          |                                          |                                          |                                          |                                          |                                          |          |          |                                                                  |                                                                  |                                                                  |                                                                  | Han Heinrich Von Reinach                                         | Han Heinrich Von Reinach                                         | Han Heinrich Von Reinach                                  | Han Heinrich Von Reinach                                  | Han Heinrich Von Reinach                                  | Han Heinrich Von Reinach                                  |                                                     |                                                     | Angele Von Andlau 1430-?                            | Angele Von Andlau 1430-?                            | Angele Von Andlau 1430-?           | Angele Von Andlau 1430-?           | Angele Von Andlau 1430-?           | Angele Von Andlau 1430-?           |                                  |                                  | Valentin Wurmser von Schaffoltsheim 1454-1512 | Valentin Wurmser von Schaffoltsheim 1454-1512 | Valentin Wurmser von Schaffoltsheim 1454-1512 | Valentin Wurmser von Schaffoltsheim 1454-1512 | Valentin Wurmser von Schaffoltsheim 1454-1512 | Valentin Wurmser von Schaffoltsheim 1454-1512 |                            |                            | Adélaïde Von Andlau 1444-?     | Adélaïde Von Andlau 1444-?     | Adélaïde Von Andlau 1444-?     | Adélaïde Von Andlau 1444-?     | Adélaïde Von Andlau 1444-?             | Adélaïde Von Andlau 1444-?             |                                        |                                        |                                        |                                        |  |  |
|                                                    |                                                    |                                                    |                                                    |                                                    |                                                    |                                 |                                 |                                          |                                          |                                          |                                          |                                          |                                          |          |          |                                                                  |                                                                  |                                                                  |                                                                  | Han Heinrich Von Reinach                                         | Han Heinrich Von Reinach                                         | Han Heinrich Von Reinach                                  | Han Heinrich Von Reinach                                  | Han Heinrich Von Reinach                                  | Han Heinrich Von Reinach                                  |                                                     |                                                     | Angele Von Andlau 1430-?                            | Angele Von Andlau 1430-?                            | Angele Von Andlau 1430-?           | Angele Von Andlau 1430-?           | Angele Von Andlau 1430-?           | Angele Von Andlau 1430-?           |                                  |                                  | Valentin Wurmser von Schaffoltsheim 1454-1512 | Valentin Wurmser von Schaffoltsheim 1454-1512 | Valentin Wurmser von Schaffoltsheim 1454-1512 | Valentin Wurmser von Schaffoltsheim 1454-1512 | Valentin Wurmser von Schaffoltsheim 1454-1512 | Valentin Wurmser von Schaffoltsheim 1454-1512 |                            |                            | Adélaïde Von Andlau 1444-?     | Adélaïde Von Andlau 1444-?     | Adélaïde Von Andlau 1444-?     | Adélaïde Von Andlau 1444-?     | Adélaïde Von Andlau 1444-?             | Adélaïde Von Andlau 1444-?             |                                        |                                        |                                        |                                        |  |  |

## Personnalités
- Bartholomäus von Andlau (v.1414-1476), maître ès arts en 1435, abbé de Murbach (1447-1476)[15].
- Georg von Andlau (v. 1390 -1466), religieux et humaniste[16].
- Hartmann von Andlau (v. 1450, entre 1517/1524), chevalier, délégué bâlois pour les Diètes de Worms et Fribourg-en-Brisgau[17].
- Jean-Baptiste Georges d'Andlau (1682-1746), bailli de Delémont et Moutier-Grandval, Grand-maître et conseiller aulique à la cour de Porrentruy (1710), bailli du Birseck de 1714 à 1746[18].
  - François Charles d'Andlau (1727-1792), fils du précédent, gentilhomme de la cour du prince-évêque, conseiller aulique dès 1755, administrateur de la seigneurie d'Ajoie (1758), conseiller intime (dès 1782), dernier bailli de Birseck (1763-1792), capitaine au service de France[19].
- Frédéric-Antoine-Marc d'Andlau (1736-1820), maréchal de camp, chevalier de Saint-Louis (1771), ambassadeur de France (1783), député de la noblesse du bailliage de Haguenau et de Wissembourg aux États généraux de 1789 (il se rallie au Tiers état) puis à l'assemblée constituante (1789), lieutenant général honoraire (1816)
- Jeanne Françoise Aglaé d'Andlau (1746-1825), noble française.
- Benoît-Antoine-Frédéric d'Andlau de Hombourg (1761-1839), abbé, grand vicaire de Besançon, député du clergé du bailliage de Colmar et de Sélestat aux États généraux de 1789.
- Conrad Charles Frédéric d'Andlau-Birseck (1766-1839), Conseil aulique à Porrentruy (1788), représentant de la noblesse lors des États de l'évêché de Bâle en 1791, conseiller d'État (vers 1800/1801), administrateur du Brisgau et de l'Ortenau (1802) et vice-président du gouvernement (charge comparable à celle d'un vice-préfet, 1803), président du gouvernement (préfet) à Fribourg (1806) et juge (Hofrichter) du grand-duché de Bade (1807), participation à plusieurs missions diplomatiques à Paris (1806-1810) et à Vienne (1809), gouverneur général des Alliés pour la Franche-Comté, le département des Vosges et les principautés de Porrentruy et de Montbéliard, avec siège à Vesoul (Franche-Comté)[20].
- Armand-Gaston-Félix d'Andlau (1779-1860), écuyer de Napoléon Ier, comte de l'Empire en 1810, maréchal de camp, pair de France (1827-1830), conseiller général.
- Hardouin-Gustave d'Andlau (1787-1850), écuyer de l'impératrice Joséphine, baron de l'Empire en 1810, maréchal de camp, député (1830).
- Gaston d'Andlau (1824-1892), général de brigade.
- Hubert d'Andlau de Hombourg, sénateur (1928-1944).
- Guillaume d'Andlau (1962), ancien directeur du CERD.
- Jean d'Andlau de Cléron d'Haussonville (1968), diplomate, directeur général du domaine national de Chambord, ambassadeur de France à Monaco.

### Religieux
- trois abbesses d'Andlau : Catherine (1342), Sophie (1444) et Marie-Sophie (1708)[1].
- abbesse de Hohenbourg : Véronique († 1524)[1].
- abbesses de Saint-Étienne (Strasbourg) : Élisabeth (1334) et Adélaïde (1539)[1].

## Possessions
La famille possède le château fort de Haut-Andlau, situé au sud-ouest de Strasbourg (détruit en 1246, puis reconstruit en 1344).
Elle possède des terres principalement en Haute-Alsace, notamment Hombourg, Petit-Landau (Klein-Landau), Kingersheim et Wittenheim.

## Alliances
Les principales alliances de la famille d'Andlau sont : von Rathsamhausen, de Truchsess (Truchseß), Zorn (de Bulach) (de), de Ferrette, de Reinach (1753), de Flaschlanden, de Fleckenstein, de Schauembourg (1848), de Klinglin, de Franquetot de Coigny, de Polastron (1736), d'Hennezel, Helvétius, de Mun (1867), d'Orglandes (1842), Terrny, de Chanaleilles, Savary de Lancosme, de Sercey,
Alliances de la famille d'Andlau-Hombourg : von und zu Sprinzenstein und Neuhaus (1938), de Galard de Brassac de Béarn (2002)
Alliances d'Andlau de Cléron d'Haussonville : de Salignac-Fénelon (1963), de Tornos y Steinhart (2017).

#### Ouvrages généraux
- Gustave Chaix d'Est-Ange, Dictionnaire des familles françaises anciennes ou notables à la fin du XIXe siècle. t. Ier A-Att, Évreux, impr. de C. Hérissey, 1903 (BNF 34209118, lire en ligne), p. 192 à 193, Andlau (d').
- Nicolas Mengus, Les sires d'Andlau, fin du XIIe-début du XIVe siècle : un lignage noble au temps des châteaux forts, Société savante d'Alsace,  Musées de Strasbourg, 2000, 299 p. (ISBN 2-904920-25-0).
  - Thèse de doctorat : Les sires d'Andlau au moyen âge (fin du XIIe-début du XIVe siècle), soutenance en 1998, sous la direction de Georges Bischoff.
  - Nicolas Mengus, « Les sires d’Andlau au Moyen Age (fin du XIIe-début du XIVe siècle). Positions de thèses », Revue d'Alsace, no 124,‎ 1998, pp. 251-258 (lire en ligne [PDF]).
- Régis Valette, Catalogue de la noblesse française, Paris, Éditions Robert Laffont, 2007, 414 p. (ISBN 978-2-221-10875-8).

#### Ouvrage familial
- Hubert d'Andlau-Hombourg, Le livre d'histoire d'une famille d'Alsace, vol. 2, Colmar, Editions Alsatia, 1972-1976, 287 + 382.
À propos de l'ouvrage, Mengus (1998) indique que l'ouvrage constitue une première approche sur l'histoire de la famille, avec toutefois « erreurs et carences » pour la période médiévales.

### Fonds d'Archives
- Fonds : Famille d'Andlau (1433-1775).  Cote : E 794-799. Archives départementales du Bas-Rhin (ABR) (présentation en ligne).
- « Andlau (famille d') », sur francearchives.gouv.fr, 1/01/1601-31/12/1900 (consulté en août 2024).